# Hans-Michael Heitmüller
Hans-Michael Heitmüller (* 13. November 1944 in Pulsnitz; † 24. Dezember 2022) war ein deutscher Manager der Finanzbranche. Er war von 1999 bis 2010 Vorstandsvorsitzender der Deutschen Leasing AG.

## Leben
Heitmüller begann seine Berufslaufbahn 1960 als Auszubildender bei der Kreissparkasse Bernkastel. 1965 wechselte er zur Kreissparkasse Köln, wo er in verschiedenen leitenden Positionen tätig war, zuletzt als Regionaldirektor. 1980 wurde er zum Vorstandsvorsitzenden der Kreissparkasse Obernburg-Klingenberg bestellt. Zum 1. Januar 1988 erfolgte unter seiner Führung die Fusion mit der Kreissparkasse Miltenberg-Amorbach zur Sparkasse Miltenberg-Obernburg. Ab 1989 war er Geschäftsführendes Vorstandsmitglied des Deutschen Sparkassen- und Giroverbandes in Bonn. Zwischen Oktober 1999 und Juli 2010 war Heitmüller Vorsitzender des Vorstandes der Deutschen Leasing AG, Bad Homburg.
Ende der neunziger Jahre erhielt er das Bundesverdienstkreuz am Bande für seine Verdienste für den Aufbau des Finanzwesens in den Neuen Bundesländern.
Hans-Michael Heitmüller war Mitglied im Kuratoriums der Don-Bosco-Jugend-Dritte-Welt-Stiftung.

## Schriften (Auswahl)
- Führungskultur ganzheitlich entwickeln. Deutscher Sparkassenverlag, Stuttgart 1996, ISBN 3-09-305855-4.
- Handbuch des Bankmarketing. Dr. Th. Gabler Verlag, Wiesbaden 1998, ISBN 3-409-34709-7.
- Rating im Leasinggeschäft: Bedeutung und Anforderungen vor dem Hintergrund aktueller Marktentwicklungen. Knapp, Frankfurt a. M. 2010, ISBN 3-8314-0834-3.